# Zygonyx hova
Zygonyx hova är en trollsländeart som först beskrevs av Jules Pièrre Rambur 1842.  Zygonyx hova ingår i släktet Zygonyx och familjen segeltrollsländor. Inga underarter finns listade i Catalogue of Life.